# Munsterbilzen
Munsterbilzen (Limburgs: Minster) is een plaats in het zuiden (Haspengouw) van de provincie Limburg en deelgemeente van de stad Bilzen-Hoeselt, het was een zelfstandige gemeente tot aan de gemeentelijke herindeling van 1977.

## Etymologie
Bilzen komt mogelijk van belisa, een Keltisch woord. Het zou helder water kunnen betekenen, maar wellicht ook op de godheid Belenos betrekking kunnen hebben. Het voorvoegsel Munster- betreft een monasterium (abdij).

## Geschiedenis
Oorspronkelijk was Munsterbilzen mogelijk het centrum van een Merovingisch domein, dat Belisa werd genoemd. Omstreeks 670 werd hier door de Heilige Landrada een vrouwenklooster gesticht, de latere Abdij van Munsterbilzen. In 880 zou het door de Vikingen zijn geplunderd en in de 2e helft van de 10e eeuw opnieuw gesticht. Eind 12e eeuw werd het een adellijk stift. De abdis had de heerlijke rechten van Munsterbilzen, dat toen Monstreblisia werd genoemd, en van grondgebied in de wijde omgeving, waaronder Haccourt, Hallembaye, Wellen en Kleine-Spouwen. Hoewel het gebied onder voogdij stond van het Graafschap Loon, was de abdis tevens prinses van het Heilige Roomse Rijk en ze bestuurde haar gebied als een soevereine vorstin. Vanaf de 16e eeuw werd deze soevereiniteit betwist door het Prinsbisdom Luik, dat Loon al eeuwen daarvoor had geannexeerd, maar pas in 1773 werd de soevereiniteit van de prins-bisschop erkend.
De Onze-Lieve-Vrouweparochie, waarvan het patronaatsrecht en het tiendrecht tot de Abdij behoorden, is ook al oud. De Onze-Lieve-Vrouwekerk was de moederkerk van ongeveer tien andere parochies.
In 1673 kwamen ook de karmelieten naar Munsterbilzen. Zij richtten een Latijnse school op. In 1779 werden zij opgevolgd door de Kapucijnen.
De Abdij van Munsterbilzen werd in 1794 door toedoen van de Fransen opgeheven, maar een deel der gebouwen bleef staan, en in 1895 kwamen hier de -uit Frankrijk verdreven- Zusters van Sint-Jozef (Les soeurs de Saint-Joseph du Bon Pasteur). Zij gaven onderwijs en stichtten ook een psychiatrische kliniek, het Asile Saint‐Joseph pour des femmes aliénées, het tegenwoordige Medisch Centrum Sint-Jozef. Het betrof een zeer groot complex. De zusters stichtten vanuit Munsterbilzen ook kloosters in andere plaatsen. Het klooster in Munsterbilzen werd in 2006 omgebouwd tot een rusthuis voor de zusters, voor de Witte Paters van Afrika, en voor bejaarden uit het dorp.
Het abdijcomplex vormt het centrum van het dorp. Het landbouwgebied lag ten zuiden van dit dorp en ten noorden lag heidegebied, dat in de loop van de 19e eeuw werd ontgonnen. In de loop van de 19e en 20e eeuw breidde de bebouwing zich in noordelijke en zuidelijke richting uit. In 1863 werd de spoorlijn Hasselt-Bilzen-Tongeren aangelegd, en in 1910 de tramlijn Genk-Luik. Hierdoor kon in Munsterbilzen ook de tuinbouw zich ontwikkelen, waarvan de producten over grotere afstanden konden worden vervoerd. Na 1930 werd overgeschakeld op bloementeelt.
Na de Tweede Wereldoorlog vestigden zich ook enkele industriële bedrijven in Munsterbilzen. Het betrof hout- en metaalconstructiebedrijven, een betonfabriek, een frisdrankenfabriek (Perron) en een diamantwerkerij.

## Demografische ontwikkeling
- Bronnen:NIS, Opm:1831 tot en met 1970=volkstellingen; 1976 = inwoneraantal op 31 december

## Bezienswaardigheden

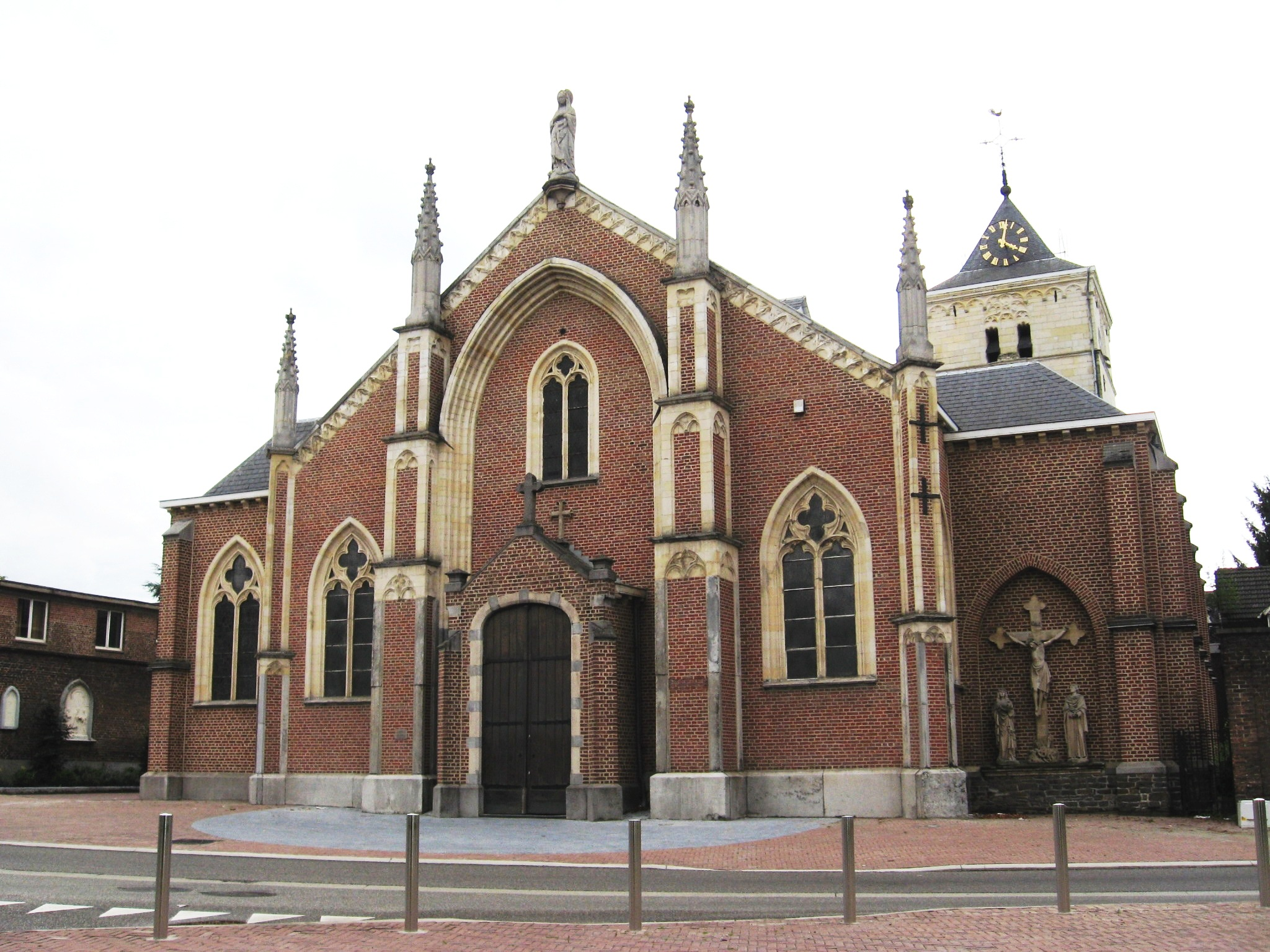
Onze-Lieve-Vrouw Tenhemelopnemingskerk

- De resterende gebouwen van de Abdij van Munsterbilzen, namelijk de toren (16e eeuw), het abdissenhuis (17e eeuw) de voormalige Latijnse school, het gemeentehuis en de muur (1660) om het sticht.
- Het oude gemeentehuis uit 1664.
- De Onze-Lieve-Vrouw ten Hemelopnemingskerk uit 1852.
- Het perroen, heropgericht in 1963 met de wapens van de Heilige Landrada.
- De Sint-Rochuskapel, aan de Sint-Rochusstraat.
- Het Kasteel Edelhof, uit de 19e eeuw, met park.
- Het Heilig-Hartbeeld, door Raf Mailleux.
- Twee classicistische woonhuizen, uit de 18e eeuw.
- De Onze-Lieve-Vrouwekapel in het gehucht Eik

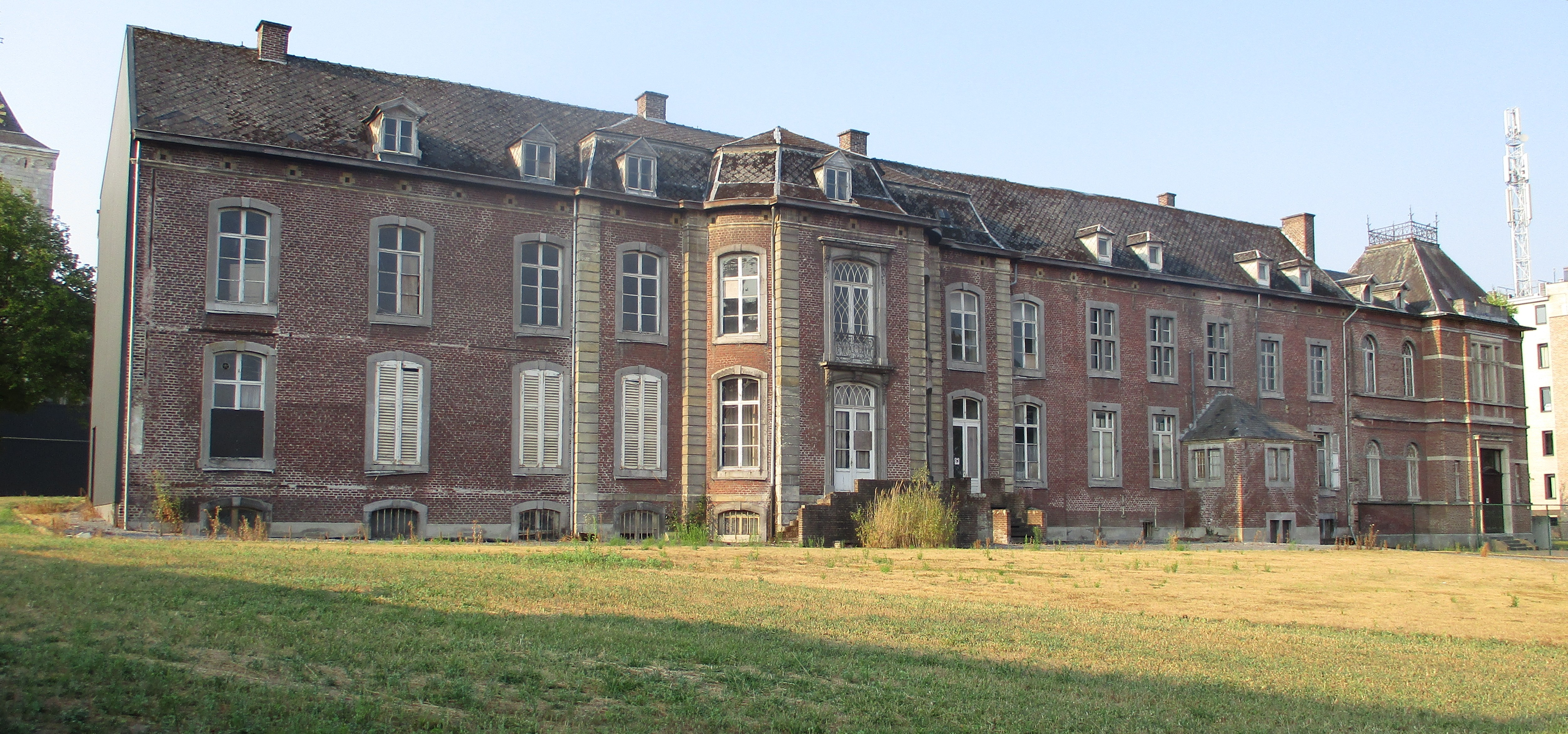
Abdissenkwartier van Abdij
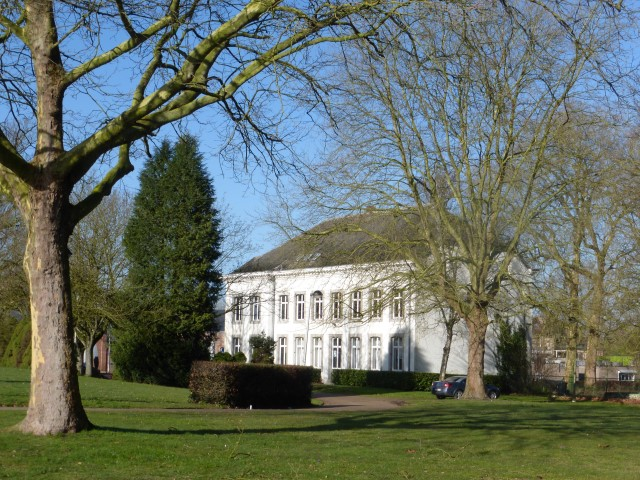
Kasteel Edelhof

## Recente archeologische ontdekkingen
In juni 2006 zijn er bij wegwerkzaamheden aan de N730, in de onmiddellijke omgeving van de kerk van Munsterbilzen, een tiental zeldzame boomgraven ontdekt. De uitgeholde boomstammen, met skelet, zijn uniek in Vlaanderen. Ze zijn meer dan duizend jaar oud.

## Natuur en landschap
Munsterbilzen ligt op een hoogte van 43 tot 60 meter, zuidelijk van het Kempens Plateau, in vochtig-Haspengouw. In het noorden loopt het Albertkanaal en ten zuiden daarvan ligt het natuurgebied Munsterbos. In het Munsterbos komen een aantal beken bij elkaar om gezamenlijk de Munsterbeek te vormen. De Munsterbeek mond na ongeveer een kilometer uit in de Demer. Hiernaast is er in het Munsterbos "de zandberg" gelegen. Deze zandberg is een geen natuurlijke zandheuvel, hij is hier gekomen door de verbreding van het kanaal. Het materiaal wat uit het kanaal werd gegraven is hier op een grote heuvel gegooid. Tegenwoordig kan je bovenop "de zandberg" wandelen en kan genieten van de rust.

## Nabijgelegen kernen
Bilzen, Hoelbeek, Gellik, Zutendaal